# Шерман (округ Айрон, Вісконсин)
Шерман (англ. Sherman) — місто (англ. town) в США, в окрузі Айрон штату Вісконсин. Населення — 286 осіб (2020).

## Демографія
Згідно з переписом 2010 року, у місті мешкало 290 осіб у 150 домогосподарствах у складі 101 родини. Було 534 помешкання
Расовий склад населення:
| - 98,6 % — білих |

До двох чи більше рас належало 1,4 %. Частка іспаномовних становила 0,0 % від усіх жителів.
За віковим діапазоном населення розподілялося таким чином: 9,0 % — особи молодші 18 років, 45,8 % — особи у віці 18—64 років, 45,2 % — особи у віці 65 років та старші. Медіана віку мешканця становила 63,1 року. На 100 осіб жіночої статі у місті припадало 105,7 чоловіків;  на 100 жінок у віці від 18 років та старших — 104,7 чоловіків також старших 18 років.
Середній дохід на одне домашнє господарство  становив 71 326 доларів США (медіана — 49 375), а середній дохід на одну сім'ю — 93 574 долари (медіана — 76 250). Медіана доходів становила 62 857 доларів для чоловіків та 41 250 доларів для жінок. За межею бідності перебувало 8,8 % осіб, у тому числі 29,4 % дітей у віці до 18 років та 4,2 % осіб у віці 65 років та старших.
Цивільне працевлаштоване населення становило 106 осіб. Основні галузі зайнятості: виробництво — 21,7 %, освіта, охорона здоров'я та соціальна допомога — 16,0 %, роздрібна торгівля — 14,2 %.